# Pandas
Pandas est une bibliothèque écrite pour le langage de programmation Python permettant la manipulation et l'analyse de données. Elle propose en particulier des structures de données et des opérations de manipulation de tableaux numériques et de séries temporelles.
Pandas est un logiciel libre sous licence BSD. Son nom est dérivé du terme Panel Data (en français "données de panel", un terme d'économétrie pour les jeux de données qui comprennent des observations sur plusieurs périodes de temps pour les mêmes individus). Son nom est également un jeu de mots sur l'expression "Python Data Analysis".
Entre 2007 à 2010, Wes McKinney a commencé à construire ce qui allait devenir Pandas alors qu'il était chercheur dans la société américaine AQR Capital.

## Structures de données
Les principales structures de données gérées par cette bibliothèque sont :
- Séries : stockage des données selon une dimension - grandeur en fonction d'un index
- DataFrames : stockage des données selon 2 dimensions - lignes et colonnes ou avec des index hiérarchiques (MultiIndex) pour un stockage selon plus de 2 dimensions.

## Fonctionnalités de la bibliothèque
Les principales fonctionnalités de la bibliothèque sont : 
- L'objet DataFrame est utile pour manipuler des données aisément et efficacement avec des index pouvant être des chaines de caractères ;
- Des outils pour lire et écrire des données structurées en mémoire depuis et vers différents formats : fichiers CSV, fichiers textuels, fichier du tableur Microsoft Excel, base de données SQL ou le format rapide et permettant de gérer de gros volumes de données nommé HDF5 ;
- Alignement intelligent des données et gestion des données manquantes (NaN = not a number).
- Alignement des données basé sur des étiquettes (chaines de caractères).
- Trier selon divers critères de données totalement désordonnées ;
- Redimensionnement et table pivot ou pivot table en anglais (aussi nommé tableau croisé dynamique) ;
- Fusion et jointure de large volume de données ;
- Analyse de séries temporelles

Les voies critiques de la bibliothèque sont écrits en Cython ou C.

## Exemples
Courbes
```
import
 
pandas
 
as
 
pd

import
 
matplotlib.pyplot
 
as
 
plt

import
 
numpy
 
as
 
np

df
 
=
 
pd
.
DataFrame
(
np
.
random
.
randn
(
100
,
 
5
),
 
columns
=
list
(
'ABCDE'
))

df
=
df
.
cumsum
()
 
# Return cumulative sum over a DataFrame or Series axis

df
.
plot
()

plt
.
show
()

```

 Diagramme à barres 
```
df
 
=
 
pd
.
DataFrame
(
np
.
random
.
rand
(
10
,
 
5
),
 
columns
=
list
(
'ABCDE'
))

df
.
plot
.
bar
(
stacked
=
True
)

plt
.
show
()

```

 Box plot 
```
df
 
=
 
pd
.
DataFrame
(
np
.
random
.
rand
(
7
,
 
5
),
 
columns
=
list
(
'ABCDE'
))

df
.
plot
.
box
()

plt
.
show
()

```

 Histogramme 
```
data
 
=
 
pd
.
Series
(
np
.
random
.
normal
(
size
=
100
))

data
.
hist
(
grid
=
False
)

plt
.
show
()

```

## Voir également
- NumPy
- SciPy
- matplotlib
- statsmodels
- GNU R